# Aleksander Aleksandrovič Pisarjev
Aleksander Aleksandrovič Pisarjev (rusko Алекса́ндр Алекса́ндрович Пи́сарев), ruski general, * 16. avgust 1780, † 24. junij 1848.
Bil je eden izmed pomembnejših generalov, ki so se borili med Napoleonovo invazijo na Rusijo; posledično je bil njegov portret dodan v Vojaško galerijo Zimskega dvorca.

## Življenje
Leta 1796 je končal šolanje in 2. aprila 1797 vstopil kot podporočnik v Semjonovski polk. Med bitko pri Austerlitzu se je odlikoval, tako da je bil povišan v stotnika. 17. avgusta 1807 je bil povišan še v polkovnika. 
21. januarja 1813 je bil imenovan za poveljnika Kijevskega grenadirskega polka; za bojne zasluge je bil 15. septembra 1813 povišan v generalmajorja. Pozneje je postal poveljnik brigade 2. grenadirske divizije. Po bitki za Pariz je bil 15. avgusta 1815 razrešen poveljniške dolžnosti zaradi prejetih ran. 
20. septembra 1821 je bil imenovan za poveljnika 10. pehotne divizije; to dolžnost je opravljal do 1. januarja 1823. Na isti dan ga je predsednik moskovske družbe ljubiteljskih zgodovinarjev in starinarjev zaprosil, da postane pooblaščenec za moskovsko šolsko regijo in univerzo; ta položaj je zasedal do 30. decembra 1829. 
Istočasno pa je bil imenovan za senatorja s činom tajnega svetnika. 31. januarja 1836 je bil imenovan za člana državnega sveta za kontrolo Poljske. Pozneje je bil imenovan za vojaškega guvernerja Varšave ter 25. marca 1840 je bil povišan v generalporočnika. 30. decembra 1845 je odstopil iz guvernerskega položaja in se vrnil v senat. 15. julija 1847 se je upokojil zaradi starosti. 
Velja za enega prvih zgodovinarjev velike patriotske vojne; za zasluge je bil leta 1841 imenovan za častnega člana oddelka za ruski jezik in književnost Ruske akademije znanosti.